# Akrotatos (König)
Akrotatus (altgriechisch Ἀκρότατος Akrótatos; † 262 v. Chr.), der Sohn von Areus I., war von 265 bis 262 v. Chr. König von Sparta aus dem Hause der Agiaden.

## Chilonis
Chilonis, die Frau seines Onkels Kleonymos, verliebte sich in Akrotatos. Deshalb verließ sie ihren Mann. Kleonymos, der ohnehin schon über die Spartaner verbittert war, begab sich deshalb zu Pyrrhos I. und überredete ihn, Sparta zu erobern. Als Areus I., der damals regierte, sich in Gortyn aufhielt, um diese Stadt militärisch zu unterstützen, sah man eine gute Chance. Pyrrhos sammelte ein Heer und belagerte die Stadt. Chilonis, die lieber sterben wollte als in Kleonymos’ Hände zu fallen, legte sich vorsichtshalber einen Strick um den Hals. Doch dank Akrotatos, der sich mit 300 Soldaten aus der Stadt schlich und die Belagerer von der Flanke angriff und sie so abwehrte, wurde die Stadt errettet. Nach dieser Tat war sein Ansehen unter den Spartanern gewachsen und man legitimierte die Hochzeit mit Chilonis.

## Herrschaft
Akrotatos trat 265 v. Chr. die Nachfolge seines Vaters an, der im Kampf mit Antigonos II. Gonatas gefallen war. 262 v. Chr. kam es zum Krieg mit Aristodemos von Megalopolis. Auf beiden Seiten gab es große Verluste und schließlich gewann Aristodemos die Oberhand. In diesem Krieg starb Akrotatos. Sein Sohn Areus II., der jedoch erst nach Akrotatos’ Tod geboren wurde, wurde der nächste König. Nach Phylarchos soll sich Akrotatos von der einfachen, sprichwörtlich gewordenen spartanischen Lebensweise abgewendet und dem Luxus hingegeben haben. Pausanias nennt ihn fälschlich einen Sohn des Kleomenes II. und verwechselt ihn so mit Akrotatos, Kleomenes’ Sohn, der etwa 50 Jahre früher lebte.